# Amphibia (phim truyền hình)
Amphibia (tạm dịch: Thế giới lưỡng cư) là một bộ phim hoạt hình của Mỹ được sản xuất bởi Matt Braly. Bộ phim được công chiếu từ ngày 17 tháng 6, 2019 đến 14 tháng 5, 2022 trên Disney Channel.

## Nội dung
Câu chuyện kể về cô bé người Mỹ gốc Thái Anne Boonchuy, 13 tuổi, cùng 2 người bạn là Sasha Waybright và Marcy Wu đã bị đưa đến thế giới Amphibia qua một chiếc hộp nhạc. Đây là một hòn đảo lớn đầy ếch, cóc và thằn lằn. Những loài lưỡng cư ở đây đều giống với các loài lưỡng cư bình thường, nhưng chúng lại có thể nói và tư duy như con người. Anne rơi vào Wartwood, một thị trấn nhỏ nơi mà loài ếch sống, và tại đây, cô đã kết bạn với Sprig Plantar, một chú ếch trẻ màu hồng, Polly Plantar, em gái của Sprig và người ông Hopadiah Plantar. Sasha bị đưa đến Tháp Cóc, khu vực của đội quân cóc, và bị chúng bắt làm tù binh, tuy nhiên cô đã trở thành một chỉ huy trong hàng ngũ của chúng sau khi lập công. Còn Marcy thì bị đưa đến thủ đô của vùng đất Amphibia là Newtopia.
Ở cuối mùa 1, Anne đã gặp lại Sasha, tuy nhiên Anne lại vô tình biết trước kế hoạch tiêu diệt đàn ếch của lũ cóc. Anne đã xảy ra mâu thuẫn với Sasha, và cô đã phải đánh nhau với Sasha để cứu đàn ếch. Tháp Cóc sụp đổ, Sasha cùng lũ cóc phải rút lui, còn Anne và đàn ếch thì về lại Wartwood.
Ở mùa 2, Anne và nhà Plantar đặt chân đến thủ đô Newtopia. Anne gặp lại Marcy, và được gặp Vua Andrias, vua của các loài lưỡng cư. Ông đã đồng ý cho Anne và Marcy tìm 3 viên ngọc để kích hoạt lại chiếc hộp nhạc. Trong khi đó, Sasha và đội quân cóc âm mưu lật đổ Andrias, tuy nhiên khi đến Newtopia, họ đã đồng ý hợp tác cũng Anne và Marcy. Cả ba đã đến được ba ngôi đền kích hoạt ba viên đá và đã thành công. Tuy nhiên, Vua Andrias đã lật mặt, ngăn chặn việc kích hoạt hộp nhạc. Anne cùng nhà Plantar đã bị đưa trở về Trái Đất, nhưng Marcy đã bị đâm và được vua Andrias dùng làm thân thể cho một thực thể gọi là The Core (Lõi), còn Sasha phải rút lui về Wartwood
Anne được gặp lại gia đình tại mùa 3. Tại đây, cô đã phải nguỵ trang cho nhà Plantar để tránh bị Chính phủ Mỹ dòm ngó, và để tránh robot của Andrias, được gọi là những Frobot. Tuy nhiên, Chính phủ đã bắt đầu để ý tới, và họ đã cố gắng để bắt nhà Plantar. Trong khi đó, ở Amphibia, Sasha đã lập được đội kháng chiến tại Wartwood. Anne và nhà Plantar đã trở về Wartwood để cố giải cứu Marcy nhưng không được. Ngay sau đó, vua Andrias xâm lược Trái Đất. Tuy nhiên, Anne và mọi người đã đánh bại được Vua Andrias và giải cứu Marcy. Ở cuối phim, Amphibia đã có chính phủ mới, còn Anne và hai người bạn của cô đã lớn lên và có công việc riêng của mình.

## Số tập phim

### Series chính
| Mùa | Mùa | Phân đoạn | Số tập | Số tập | Phát sóng gốc       | Phát sóng gốc       |
| Mùa | Mùa | Phân đoạn | Số tập | Số tập | Phát sóng lần đầu   | Phát sóng lần cuối  |
| --- | --- | --------- | ------ | ------ | ------------------- | ------------------- |
|     | 1   | 39        | 20     | 20     | 17 tháng 6 năm 2019 | 18 tháng 7 năm 2019 |
|     | 2   | 36        | 20     | 20     | 11 tháng 7 năm 2020 | 22 tháng 5 năm 2021 |
|     | 3   | 31        | 18     | 18     | 2 tháng 10 năm 2021 | 14 tháng 5 năm 2022 |

### Các tập phim ngoại truyện

#### Teen Girl in a Frog World
Teen Girl in a Frog World (tạm dịch: Cô bé ở thế giới Ếch) là series ngắn với 5 tập được công chiếu từ ngày 3/9/2019 đến ngày 1/10/2019 trên kênh YouTube của Disney Channel, kể về cuộc sống của Anne và nhà Plantar.

#### Wild Amphibia
Wild Amphibia (tạm dịch: Nơi hoang dã tại Amphibia) là series ngắn nói về những loài vật tại Amphibia, công chiếu từ ngày 13/11/2019 đến ngày 4/12/2019 trên kênh YouTube của Disney Channel. Các tập phim lấy phân cảnh từ các tập phim của Mùa 1 và được dẫn bởi Soggy Joe.

#### Chibi Tiny Tales
Chibi Tiny Tales là các tập phim kể về cuộc sống thường ngày của Anne và nhà Plantar qua nét vẽ Chibi, được chiếu từ ngày 7/6/2020 đến ngày 12/7/2020 trên YouTube của Disney Channel.

## Phát sóng quốc tế
| Quốc gia              | Ngôn ngữ                               | Kênh phát sóng           | Ngày bắt đầu phát sóng | Tựa phim                    |
| --------------------- | -------------------------------------- | ------------------------ | ---------------------- | --------------------------- |
| Canada                | Tiếng Anh                              | Disney Channel           | 22/6/2019              | Amphibia                    |
| Canada                | Tiếng Pháp                             | Disney Channel           | 22/6/2019              | Amphibia                    |
| Anh Quốc              | Tiếng Anh                              | Disney Channel           | 6/7/2019               | Amphibia                    |
| Malta                 | Tiếng Anh                              | Disney Channel           | 6/7/2019               | Amphibia                    |
| Mỹ Latinh             | Tiếng Tây Ban Nha (các nước Mỹ Latinh) | Disney Channel Disney XD | 5/8/2019               | Amphibia                    |
| Mỹ Latinh             | Tiếng Bồ Đào Nha ( Brasil)             | Disney Channel Disney XD | 5/8/2019               | Amphibia                    |
| Ấn Độ                 | Tiếng Hindi                            | Disney Channel           | 11/8/2019              | Amphibia                    |
| Ấn Độ                 | Tiếng Tamil                            | Disney Channel           | 11/8/2019              | Amphibia                    |
| Ấn Độ                 | Tiếng Telugu                           | Disney Channel           | 11/8/2019              | Amphibia                    |
| Úc                    | Tiếng Anh                              | Disney Channel           | 18/8/2019              | Amphibia                    |
| New Zealand           | Tiếng Anh                              | Disney Channel           | 18/8/2019              | Amphibia                    |
| Nhật Bản              | Tiếng Nhật                             | Disney Channel           | 1/9/2019               | ふしぎの国 アンフィビア     |
| Hà Lan                | Tiếng Hà Lan                           | Disney Channel           | 2/9/2019               | Amphibia                    |
| Hồng Kông             | Tiếng Quảng Đông                       | Disney Channel           | 8/9/2019               | 蛙!小安的奇幻之旅           |
| Đài Loan              | Tiếng Quan thoại Đài Loan              | Disney Channel           | 8/9/2019               | 蛙!小安的奇幻之旅           |
| Đông Nam Á            | Tiếng Anh                              | Disney Channel           | 9/9/2019               | Amphibia                    |
| Đông Nam Á            | Tiếng Indonesia ( Indonesia)           | Disney Channel           | 9/9/2019               | Amphibia                    |
| Đông Nam Á            | Tiếng Mã Lai ( Malaysia)               | Disney Channel           | 9/9/2019               | Amphibia                    |
| Đông Nam Á            | Tiếng Thái ( Thái Lan)                 | Disney Channel           | 9/9/2019               | แอมฟิเบีย                     |
| Đông Nam Á            | Tiếng Việt ( Việt Nam) (Phụ đề)        | Disney Channel           | 9/9/2019               | Thế Giới Lưỡng Cư           |
| Hàn Quốc              | Tiếng Hàn Quốc                         | Disney Channel           | 18/9/2019              | 신비한 개구리 나라 앰피비아 |
| Ý                     | Tiếng Ý                                | Disney Channel           | 5/10/2019              | Anfibia                     |
| Nga                   | Tiếng Nga                              | Disney Channel           | 14/10/2019             | Амфибия                     |
| Pháp                  | Tiếng Pháp                             | Disney Channel           | 21/10/2019             | Amphibia                    |
| Thụy Sĩ               | Tiếng Pháp                             | Disney Channel           | 21/10/2019             | Amphibia                    |
| Bỉ                    | Tiếng Pháp                             | Disney Channel           | 21/10/2019             | Amphibia                    |
| Trung Đông và Bắc Phi | Tiếng Anh                              | Disney Channel           | 21/10/2019             | Amphibia                    |
| Trung Đông và Bắc Phi | Tiếng Ả Rập                            | Disney Channel           | 21/10/2019             | مغامرات ضفدعية              |
| Hy Lạp                | Tiếng Hi Lạp                           | Disney Channel           | 21/10/2019             | Αμφίβια                     |
| Bulgaria              | Tiếng Bulgaria                         | Disney Channel           | 9/12/2019              | Амфибия                     |
| România               | Tiếng România                          | Disney Channel           | 9/12/2019              | Amfibienii                  |
| Tây Ban Nha           | Tiếng Tây Ban Nha                      | Disney XD                | 11/1/2020              | Anfibilandia                |
| Tây Ban Nha           | Tiếng Tây Ban Nha                      | Disney Channel           | 6/4/2020               | Anfibilandia                |
| Đức                   | Tiếng Đức                              | Disney Channel           | 17/2/2020              | Amphibia                    |
| Séc                   | Tiếng Séc                              | Disney Channel           | 2/3/2020               | Anna mezi obojživelníky     |
| Slovakia              | Tiếng Séc                              | Disney Channel           | 2/3/2020               | Anna mezi obojživelníky     |
| Hungary               | Tiếng Hungary                          | Disney Channel           | 2/3/2020               | Békaland                    |
| Israel                | Tiếng Do Thái                          | Disney Channel           | 8/3/2020               | אמפיביה                     |
| Scandinavia           | Tiếng Anh                              | Disney XD                | 23/3/2020              | Amphibia                    |
| Scandinavia           | Tiếng Đan Mạch ( Đan Mạch)             | Disney XD                | 23/3/2020              | Amphibia                    |
| Scandinavia           | Tiếng Na Uy ( Na Uy)                   | Disney XD                | 23/3/2020              | Amphibia                    |
| Scandinavia           | Tiếng Thụy Điển ( Thụy Điển)           | Disney XD                | 23/3/2020              | Amphibia                    |
| Scandinavia           | Tiếng Phần Lan ( Phần Lan)             | Disney XD                | 23/3/2020              | Amphibia                    |
| Scandinavia           | Tiếng Nga                              | Disney XD                | 23/3/2020              | Amphibia                    |
| Ba Lan                | Tiếng Ba Lan                           | Disney XD                | 23/3/2020              | Płazowyż                    |
| Ukraina               | Tiếng Ukraina                          | PlusPlus                 | 20/8/2020              | Амфібія                     |
| Bồ Đào Nha            | Tiếng Bồ Đào Nha                       | Disney Channel           | 14/9/2020              | Anfibilândia                |
| Albania               | Tiếng Albania                          | Çufo                     | 10/1/2022              | Amfibia                     |

## Đánh giá

### Phê bình
Nhà phê bình Emily Ashby của Common Sense Media đánh giá phim 4 trên 5 sao, nói rằng "Cuộc phiêu lưu của Anne và Sprig rất đáng xem, chủ yếu nhờ tính cách của hai nhân vật khá hợp nhau." và "bộ phim nói lên những vấn đề như bắt nạt, thao túng cảm xúc và có thể thu hút trẻ em và thanh thiếu niên bàn luận về chủ đề này." Bekah Burbank của LaughingPlace.com đánh giá tốt khả năng cân bằng sự hài hước và yếu tố kinh dị của phim, cũng như nhịp độ, nhân vật và hoạt ảnh "Amphibia có nhiều trò đùa và nội dung đáng sợ vừa đủ để thu hút sự chú ý của người xem. Bộ phim có cốt truyện nhanh và được chia thành hai tập dài 11 phút, tạo thành một tập phim hoàn chỉnh. Ngoài ra, đồ hoạ và các nhân vật cũng được thiết kế đẹp mắt." 

### Giải thưởng
Phim đã giành được Giải Annie cho "Thiết kế nhân vật xuất sắc nhất" vào năm 2021 cho tập phim "The Shut-In!". Cùng năm đó, bộ phim được đề cử giải Emmy cho "Chương trình hoạt hình dành cho trẻ em xuất sắc", nhưng đã thua Hilda. Tập cuối của mùa 2, "True Colors", được đề cử Giải Annie cho "Tập phim truyền hình xuất sắc nhất - Trẻ em", "Đạo diễn xuất sắc nhất - Truyền hình", và "Biên tập xuất sắc nhất - Truyền hình".
| Năm  | Giải thưởng                      | Hạng mục                                                 | Ứng cử                                                                                         | Kết quả   | Tham khảo   |
| ---- | -------------------------------- | -------------------------------------------------------- | ---------------------------------------------------------------------------------------------- | --------- | ----------- |
| 2021 | Giải Annie                       | Thiết kế nhân vật xuất sắc nhất - Truyền hình            | Joe Sparrow (cho "The Shut-In")                                                                | Đoạt giải | [ 5 ]       |
| 2021 | Giải Daytime Emmys               | Hoạt hình trẻ em xuất sắc                                | Amphibia                                                                                       | Đề cử     | [ 6 ]       |
| 2022 | Annie Awards                     | Truyền hình xuất sắc nhất - Trẻ em                       | "True Colors"                                                                                  | Đề cử     | [ 7 ] [ 8 ] |
| 2022 | Annie Awards                     | Đạo diễn xuất sắc nhất - Truyền hình                     | Kyler Spears & Jenn Strickland (cho "True Colors")                                             | Đề cử     | [ 7 ] [ 8 ] |
| 2022 | Annie Awards                     | Biên tập xuất sắc nhất                                   | Jennifer Calbi, Julie Anne Lau, Andrew Sorcini, David Vasquez & Yoonah Yim (cho "True Colors") | Đề cử     | [ 7 ] [ 8 ] |
| 2022 | Giải GLAAD                       | Chương trình cho trẻ em và gia đình xuất sắc             | Amphibia                                                                                       | Đề cử     | [ 9 ]       |
| 2022 | Giải Emmy cho trẻ em và gia đình | Biên kịch xuất sắc cho Hoạt hình                         | Amphibia                                                                                       | Đề cử     | [ 10 ]      |
| 2022 | Giải Emmy cho trẻ em và gia đình | Chỉ đạo lồng tiếng xuất sắc cho Hoạt hình                | Eden Riegel                                                                                    | Đề cử     | [ 10 ]      |
| 2023 | Giải Annie                       | Thiết kế nhân vật xuất sắc nhất - Truyền hình            | Joe Sparrow (cho "The Hardest Thing")                                                          | Đề cử     | [ 11 ]      |
| 2023 | Giải Annie                       | Biên tập xuất sắc nhất - Truyền hình                     | Andrew Sorcini, Yoonah Yim, Jennifer Calbi, Julie Anne Lau, & Louis Russell (cho "All In")     | Đề cử     | [ 11 ]      |
| 2023 | Giải GLAAD                       | Chương trình xuất sắc cho trẻ em và gia đình - Hoạt hình | Amphibia                                                                                       | Đề cử     | [ 12 ]      |

## Trong các tác phẩm khác

### Marcy's Journal: A Guide to Amphibia
Vào tháng 12 năm 2022, Disney Books và TokyoPop đã cho xuất bản cuốn sách Marcy's Journal: A Guide to Amphibia. Đây là cuốn sách dựa trên cuốn nhật ký về hành trình của nhân vật Marcy trong thế giới Amphibia, ghi lại những thứ mà cô gặp tại đây như các sinh vật, những người mà cô đã gặp ở đây. Cuốn sách được viết bởi Matt Braly và Adam Colas và có hình ảnh đuợc thiết kế bởi Catharina Sukiman.